# Лифт (Теория Большого взрыва)

Шелдон (Джим Парсонс) и Леонард (Джонни Галэки) на лестничной площадке. От Пенни (Кейли Куоко) они неожиданно узнают, что лифт наконец заработал

Лифт (англ. Elevator) — один из наиболее узнаваемых элементов культового американского ситкома «Теория Большого взрыва» (2007–2019). Расположен в доме в калифорнийской Пасадене, где на четвёртом этаже в квартире 4A проживают физики Шелдон Купер (Джим Парсонс) и Леонард Хофстедтер (Джонни Галэки). В пилотной серии (первая серия первого сезона) в квартиру 4B (напротив квартиры друзей) заселяется Пенни (Кейли Куоко), молодая официантка и начинающая актриса, приехавшая из Небраски покорять Голливуд. Парни познакомились с ней во второй сцене эпизода, в которой они, поднявшись по лестнице к себе на четвёртый этаж, увидели, как она в квартире напротив разбирает вещи после переезда. На момент её появления лифт уже давно не работал и продолжал находиться в таком состоянии до самого финала сериала.

## В сериале

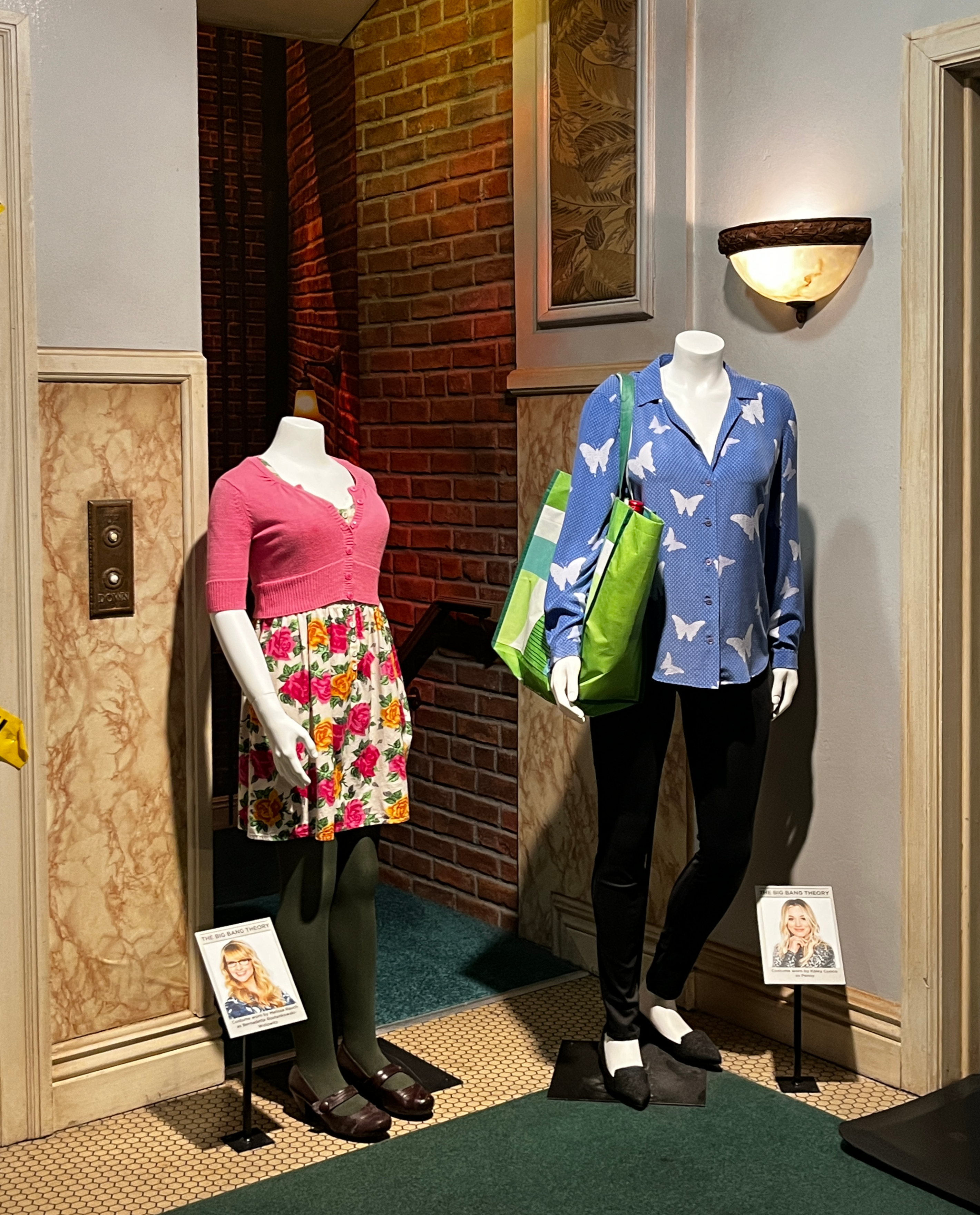
Часть площадки с лестничным пролётом вниз, справа вход в квартиру 4А, слева кнопки вызова лифта

Причина поломки лифта объясняется в 22-м эпизоде «Имплементация лестницы» («The Staircase Implementation») третьего сезона, в котором рассказывается история знакомства Шелдона и Леонарда. В 2003 году Леонард принёс в квартиру из Калифорнийского технического института ракетное топливо, а Шелдон понял, что может произойти взрыв. Он вынес на площадку ёмкость с топливом и поставил её в кабину лифта. Произошёл взрыв, лифт пришёл в негодность, и в дальнейшем всем пришлось пользоваться лестницей. После этого Шелдон, несмотря на свой прямолинейный характер, не доложил про этот случай ни домовладельцу, ни в соответствующие службы. 

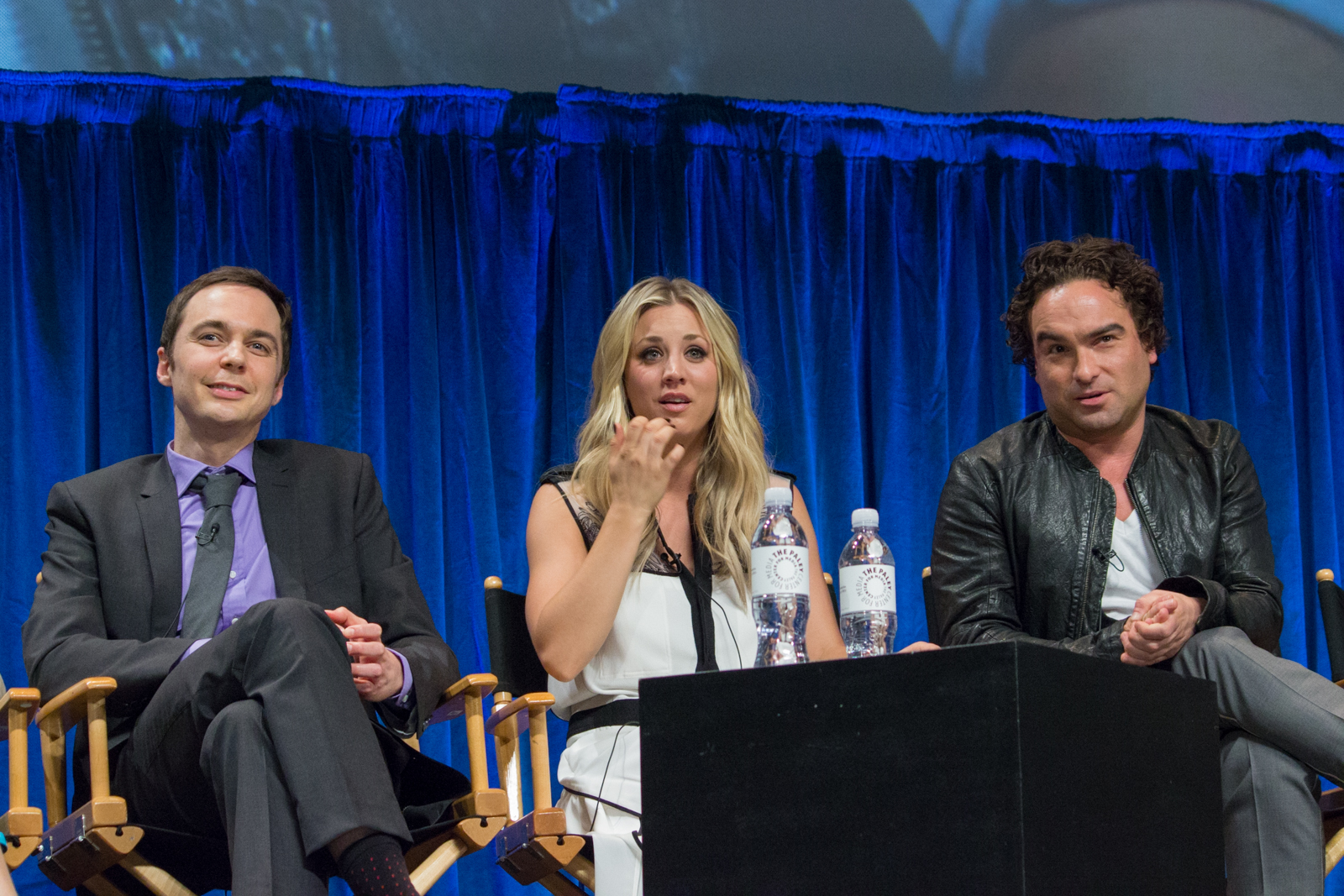
Исполнители главных ролей в сериале «Теория Большого взрыва» (слева направо): Джим Парсонс, Кейли Куоко и Джонни Галэки в 2013 году

Кроме сюжетного объяснения постоянно нерабочего состояния лифта в благоустроенном многоквартивном доме, у него есть чисто функциональное предназначение, важное для создателей сериала. К идее ввести в повествование лифт и лестницу пришёл Чак Лорри, один из главных создателей сериала. Это произошло после съёмок провальной первой пилотной серии ситкома. По сюжету в ней была сцена на улице, где знакомятся Шелдон, Леонард и Кэти (прообраз Пенни). Павильонная декорация улицы выглядела «чудовищно», «фальшиво», и он решил отказаться от подобных сцен. Во время создания второй пилотной версии Лорри подумал о том, что уличные декорации можно заменить лестничным пролётом, поднимаясь или спускаясь по которому герои смогли бы непринуждённо общаться. Таким способом при съёмках многокамерного сериала проще добиться лучшего освещения и звука, а также не нужно будет использовать бутафорские автомобили. «Мы ведь даже настоящие машины себе позволить не могли, это ж павильон! И звуки шагов звучали неестественно, ведь „тротуар“ был деревянный. Ещё я подумал, что будет классно, если у персонажей появится минутка-две для беседы. Необязательно говорить на какие-то важные темы, порой это может быть и просто обсуждение насущных проблем. И лестничный пролёт как раз давал персонажам это самое время». 

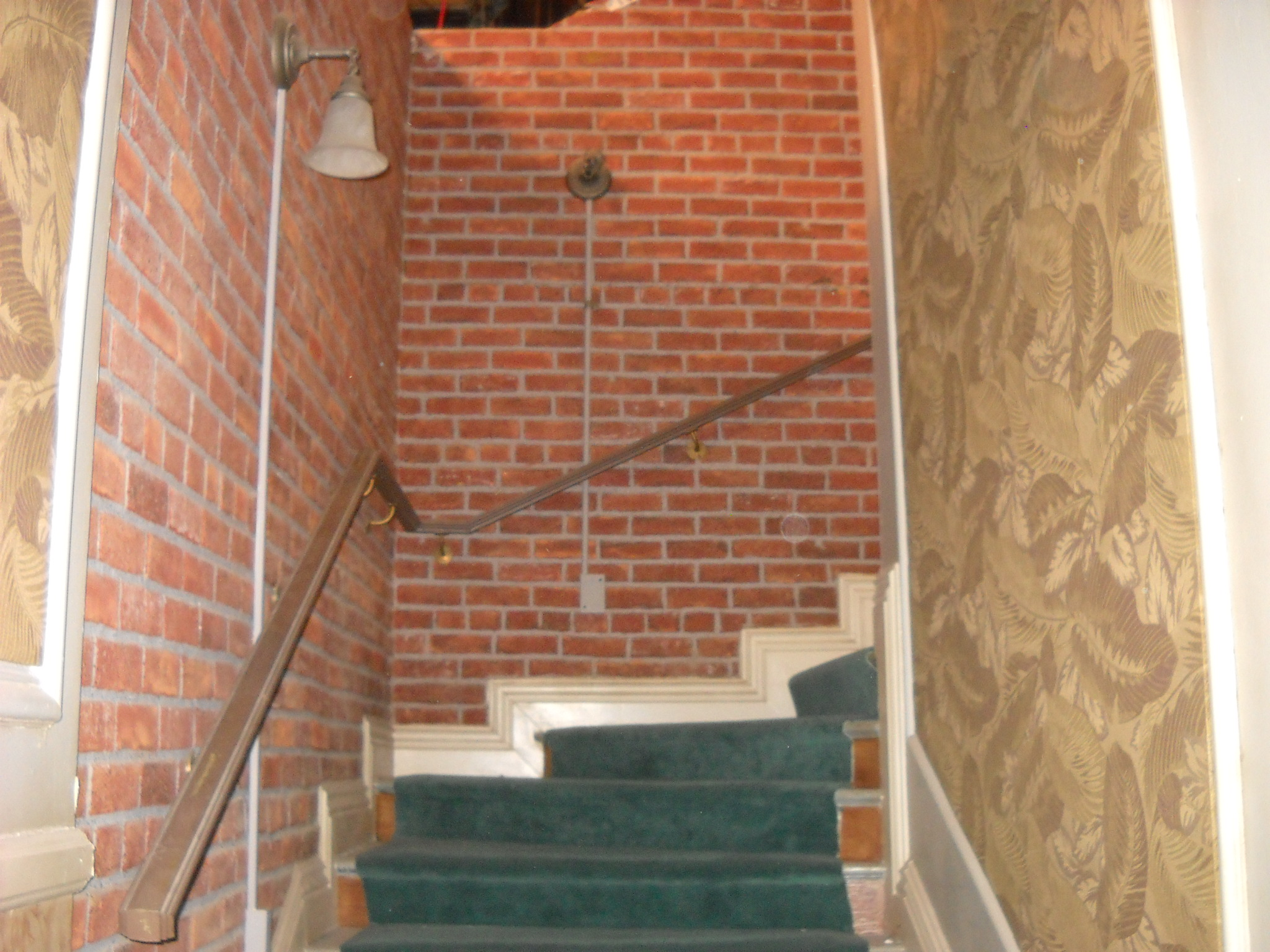
Часть лестничного пролёта со съёмочной площадки, справа от неё находится «шахта лифта»

Для постройки декораций в виде лифта и лестничных маршей необходимо было устроить проём в бетонном фундаменте павильона № 25 (с 2019 года за ним закреплено персональное название в честь сериала) на студии Warner Bros. в калифорнийском Бёрбанке. Это была дорогая затея, так как сериал могли не утвердить, и в таком случае пришлось бы всё возвращать обратно. В итоге всё-таки пошли на риск, но декорации лестничного пролёта были построены только одни. В связи с этим декораторам необходимо было каждый раз менять внешний вид лестничной клетки, когда персонажи поднимались или спускались. Для этого шли на различные ухищрения: переставляли таблички с номерами квартир, изменяли положение предупреждающей ленты на дверях лифта, ставили велосипед. Декорация вестибюля подъезда находилась отдельно от лестницы, справа от зрителей. Поэтому сцены в ней снимались заранее. Сцены и в вестибюле, и на всех трёх этажах лестницы снимали редко. Кроме того, соавтор сериала Билл Прэйди объяснял, что лифт привёл к появлению оригинальной планировки «квартиры» — в виде буквы «L», которая отличается от обычной для ситкомов.  
При съёмках 14-й серии первого сезона «Машина времени» («The Nerdvana Annihilation») актёры Джонни Галэки и Кейли Куоко, у которых ранее возникло чувство привязанности, поняли, что любят друг друга. По сюжету Леонарду снится, что они вместе с Пенни опускаются в шахте лифта, чтобы она смогла успеть на работу. Для этого он обхватывает её одной рукой, а другой рукой держится за трос. Это была довольно сложная сцена, поэтому она записывалась отдельно. Актриса позже вспоминала: «„Ой-ёй! Я так сильно на него запала“. Настолько, что хотелось исчезнуть, ведь нам предстояло сниматься очень-очень близко друг к другу. У меня тогда даже щеки покраснели. Я дико нервничала, а в голове крутилась лишь одна мысль: „Господи, господи, господи“. У меня чуть нервный срыв не случился». Кадр из сцены в лифте помещён на снимок, который находится на двери холодильника Пенни. Однако так как эта сцена —  лишь плод воображения Леонарда, такой фотографии не могло существовать, то есть фактически это киноляп. В частности, на этом настаивал Стивен Моларо, продюсер и сценарист сериала.  
Лифт находился в нерабочем состоянии на протяжении всех сезонов, кроме последнего — двенадцатого. Он начинает работать в финале, состоящем из двух получасовых серий. В маркетинговых целях Warner Bros. Television выпустила партию печенья с предсказаниями внутри. Среди них было и «Когда лифт сломался, поднимайтесь по лестнице». В 23-м (предпоследнем) эпизоде «Константа перемен» («The Change Constant») Шелдон узнал, что вместе со своей женой Эми получил Нобелевскую премию по физике. В его жизни происходят многочисленные перемены, в том числе он очень недоволен тем, что Эми изменила свой внешний облик. Находясь на лестничной площадке перед лифтом, он жалуется на это Леонарду. В этот момент неожиданно раздаётся характерный звуковой сигнал и открываются дверцы лифта. В нём находится улыбающаяся Пенни, которая говорит им: «Представьте себе: лифт починили!» В книге «Теория Большого взрыва. Самая полная история создания культового сериала», в оригинальном издании которой фотография лифта вынесена на обложку, эта сцена названа одной из самых неожиданных не только в сериале, но и в истории телевидения. Кейли Куоко не терпелось узнать, что будет происходить в финале. Её предупредили, что она будет принимать участие в «особенном» моменте. Всю неделю перед съёмками она не находила себе покоя, и когда узнала, что будет играть в лифте, то была просто в восторге. Прогон сцены с продюсерами прошёл просто «бомбически!», а присутствующие «просто орали от восторга!», — с удовольствием вспоминала актриса.
По словам Стивена Моларо, Чак Лорри хотел, чтобы сцена с лифтом появилась именно в финальной серии, но лично он настаивал, чтобы она произошла раньше, для достижения большего эффекта неожиданности: «Мы хотели не только показать её, но и застать людей врасплох». Исполнительный продюсер, шоураннер Стив Холланд говорил, что сцена с лифтом могла попасть в финальную серию и даже могла завершить весь сериал. По одной из идей, после возвращения из Стокгольма, когда все герои поднимались наверх, на четвёртом этаже должен был открыться лифт. Также предполагался эпизод, в котором Шелдон и Эми обсуждают, что получение Нобелевской премии ничего не изменило в их жизни. После этого лифт открывался, и на этом моменте всё заканчивалось. В другом варианте главные герои могли бы просто сидеть на диване. «Но, разбирая историю, мы подумали, что у нас должно быть два ключевых момента: Шелдон срывается из-за стрижки Эми и Нобелевская премия. Лифт казался последней каплей. Я подумал, что, если он откроется пораньше, это будет неожиданно, так что в итоге мы сделали эту сцену так, как посчитали правильным». В итоге во втором финальном эпизоде «Стокгольмский синдром» («The Stockholm Syndrome») лифт использовали, но другим путём. Через два месяца после событий предыдущей серии друзья собираются в поездку в Швецию на церемонию вручения премии. Они сложили в кабину лифта свой багаж, но сами не смогли там поместиться. Джим Парсонс вспоминал, что это было очень весело и при этом сложно: «Сразу несколько человек пытаются понять, как попасть в лифт, но мне кажется, сработало отлично. Порой приходилось прикидываться, потому что на самом деле там было не особо тесно, но было весело смотреть, как мы страдаем!»
Джим Парсонс признавался, что ему очень нравилось участвовать в сценах на лестнице: «Когда спускаешься по лестнице, нельзя просто взять и остановиться — такое выглядит неестественно. Но мне всё равно нравилось то, что мы использовали эту лестницу как средство продвижения сюжета все десять лет и два года. На мой взгляд, у него было одно несомненное, хоть и неприятное достоинство: ну не могли же мы обмениваться репликами в закрытом лифте. Нужна была лестница, и потому лифт сломали и не чинили. А мы ведь жили в благоустроенном многоквартирном доме! С какой стати в нём не работает лифт? Никакой логики! Хотя лично я вижу в этом прекрасный комедийный элемент. Лифт всё-таки починили в последней серии. Было здорово».